# Adam Matuszczyk
Adam Matuszczyk (Gliwice, 14 febbraio 1989) è un calciatore polacco, centrocampista svincolato.

## Palmarès

### Club

#### Competizioni nazionali
- Campionato tedesco di seconda divisione: 1

Colonia: 2013-2014